# Asio (gênero)
Asio é um gênero de aves da família Strigidae, conhecidas popularmente como corujas ou mochos.
As seguintes espécies são reconhecidas:
- Asio stygius (Wagler, 1832)
- Asio otus (Linnaeus, 1758)
- Asio abyssinicus (Guérin-Méneville, 1843)
- Asio madagascariensis (Smith, A, 1834)
- Asio flammeus (Pontoppidan, 1763)
- Asio capensis (Smith, A, 1834)